# Colobostema turneri
Colobostema turneri är en tvåvingeart som först beskrevs av Oswald Duda 1928.  Colobostema turneri ingår i släktet Colobostema och familjen dyngmyggor. Inga underarter finns listade i Catalogue of Life.